# Championnat de Tchéquie féminin de football 2018-2019
Navigation
Édition précédente Édition suivante
La saison 2018-2019 du Championnat de République tchèque féminin de football est la vingt-sixième saison du championnat. L'Sparta Prague vainqueur la saison précédente remet son titre en jeu.

## Organisation
Le championnat s'organise en deux temps.
Dans une première phase, les huit équipes participent à une poule unique au cours de laquelle chaque équipe rencontre à deux reprises, une fois à domicile et une fois à l'extérieur, chacune des sept autres équipes engagées. Cela fait donc quatorze matchs pour chaque équipe.
Lors de la deuxième phase, les huit équipes sont réparties en deux poules distinctes.
- Les quatre premières de la première phase disputent le championnat pour le titre de championne de République tchèque. Les équipes conservent leurs points de la première phase et jouent six nouveaux matchs, soit deux contre chaque équipe qualifiée, une fois à domicile et une fois à l'extérieur. L'équipe vainqueur de cette poule est déclarée championne de République tchèque. les deux premières sont qualifiées pour la ligue des champions féminine de l'UEFA.
- Les quatre dernières de la première phase disputent le championnat de relégation. Les équipes conservent leurs points de la première phase et jouent six nouveaux matchs, soit deux contre chaque équipe qualifiée, une fois à domicile et une fois à l'extérieur. l'équipe qui termine à la dernière place est reléguée en deuxième division.

## Équipes participantes
| \| Dukla Slavia Sparta Slovácko Liberec Plzeň Lok Brno Hradec Králové \| Localisation des clubs. |
| Dukla Slavia Sparta Slovácko Liberec Plzeň Lok Brno Hradec Králové                               |

| Nom du club                    | Entraîneur      | Stade                     | Capacité | Classement 2017-18 |
| ------------------------------ | --------------- | ------------------------- | -------- | ------------------ |
| SK Slavia Prague               | Pavel Medynský  | Vladivostocká UMT         | 1 000    | 1re                |
| AC Sparta Prague               | Peter Bartalský | Stade de Strahov          | -        | 2e                 |
| FC Slovan Liberec              |                 | Frýdlant v Čechách        |          | 3e                 |
| 1. FC Slovácko                 | Miroslav Zbořil | Městský fotbalový stadion | 8 000    | 4e                 |
| FC Viktoria Plzeň              |                 | SK Smíchov Plzeň          |          | 5e                 |
| Lokomotiva Brno Horní Heršpice |                 | Horní Heršpice            |          | 6e                 |
| FK Dukla Prague                |                 | Stade SK Prosek           | 2 600    | 7e                 |
| FC Hradec Králové              |                 | Nový Hradec Králové       |          | 8e                 |

## Compétition

### Première phase

#### Classement
| Rang | Équipe             | Pts | J  | G  | N | P  | Bp  | Bc | Diff |
| ---- | ------------------ | --- | -- | -- | - | -- | --- | -- | ---- |
| 1    | AC Sparta Prague   | 42  | 14 | 14 | 0 | 0  | 93  | 4  | +89  |
| 2    | SK Slavia Prague   | 36  | 14 | 12 | 0 | 2  | 101 | 7  | +94  |
| 3    | FC Slovan Liberec  | 20  | 14 | 6  | 2 | 6  | 19  | 28 | -9   |
| 4    | 1. FC Slovácko     | 16  | 14 | 5  | 1 | 8  | 20  | 46 | -26  |
| 5    | FC Viktoria Plzeň  | 14  | 14 | 4  | 2 | 8  | 25  | 57 | -32  |
| 6    | FK Dukla Prague    | 14  | 14 | 4  | 2 | 8  | 17  | 48 | -31  |
| 7    | Lokomotiva Brno HH | 12  | 14 | 3  | 3 | 8  | 17  | 42 | -25  |
| 8    | FC Hradec Králové  | 9   | 14 | 3  | 0 | 11 | 15  | 75 | -60  |

| Légende : Qualifications et relégations | Légende : Qualifications et relégations                                                 |
| --------------------------------------- | --------------------------------------------------------------------------------------- |
|                                         | Ligue des champions féminine de l'UEFA 2019-2020                                        |
|                                         | T : Tenant du titre P : Promu C : Vainqueur de la Coupe de République tchèque 2018-2019 |

#### Résultats
| Résultats (▼dom., ►ext.)                                   | DUC  | HRA  | LOK | SLA  | SLO | SLV | SPA  | VIK  |
| Dukla Prague                                               |      | 1-2  | 0-1 | 0-5  | 2-2 | 0-1 | 2-6  | 2-2  |
| Hradec Králové                                             | 1-3  |      | 2-1 | 0-16 | 2-5 | 1-3 | 0-12 | 1-5  |
| Lokomotiva Brno                                            | 0-2  | 5-1  |     | 1-7  | 1-0 | 0-0 | 0-9  | 2-2  |
| SK Slavia Prague                                           | 11-0 | 11-0 | 2-0 |      | 8-0 | 5-0 | 2-3  | 6-1  |
| Slovácko                                                   | 1-2  | 4-1  | 1-1 | 0-10 |     | 4-2 | 0-7  | 2-0  |
| Slovan Liberec                                             | 2-3  | 1-0  | 2-2 | 0-1  | 2-0 |     | 0-3  | 2-0  |
| AC Sparta Prague                                           | 10-0 | 5-0  | 8-0 | 2-0  | 7-0 | 7-0 |      | 10-0 |
| Viktoria Plzeň                                             | 4-0  | 3-4  | 5-3 | 0-17 | 1-0 | 2-4 | 0-4  |      |
| - Victoire à domicile - Match nul - Victoire à l'extérieur |      |      |     |      |     |     |      |      |

### Deuxième phase de la saison
Les équipes sont réparties en deux groupes. Les quatre premières équipes sont regroupées dans une poule afin d'attribuer le titre de championne de République tchèque. Les quatre dernières doivent, elles, éviter la relégation en deuxième division.
Chaque équipe conserve les points acquis lors de la première phase du championnat et rencontre deux fois chacune des équipes présentes dans sa poule.
| Rang | Équipe               | Pts | J | G | N | P | Bp | Bc | Diff |
| ---- | -------------------- | --- | - | - | - | - | -- | -- | ---- |
| 1    | AC Sparta Prague T C | 58  | 6 | 5 | 1 | 0 | 28 | 7  | +21  |
| 2    | SK Slavia Prague     | 48  | 6 | 4 | 0 | 2 | 30 | 11 | +19  |
| 3    | FC Slovan Liberec    | 23  | 6 | 0 | 3 | 3 | 2  | 18 | -16  |
| 4    | 1. FC Slovácko       | 18  | 6 | 0 | 2 | 4 | 4  | 33 | -29  |

| Rang | Équipe             | Pts | J | G | N | P | Bp | Bc | Diff |
| ---- | ------------------ | --- | - | - | - | - | -- | -- | ---- |
| 5    | FC Viktoria Plzeň  | 29  | 6 | 5 | 0 | 1 | 17 | 7  | +10  |
| 6    | Lokomotiva Brno HH | 23  | 6 | 3 | 2 | 1 | 13 | 8  | +5   |
| 7    | FK Dukla Prague    | 21  | 6 | 2 | 1 | 3 | 16 | 13 | +3   |
| 8    | FC Hradec Králové  | 10  | 6 | 0 | 1 | 5 | 2  | 20 | -18  |